# Messas
Messas ist eine Gemeinde in Frankreich mit 1.029 Einwohnern (Stand: 1. Januar 2022) im Département Loiret in der Region Centre-Val de Loire. Messas gehört zum Arrondissement Orléans und zum Kanton Beaugency. Die Einwohner werden Messassiens genannt.

## Lage
Messas liegt etwa 22 Kilometer westsüdwestlich von Orléans im Loiretal. Umgeben wird Messas von den Nachbargemeinden Le Bardon im Norden, Baule im Osten, Beaugency im Süden, Villorceau im Westen sowie Cravant im Nordwesten.
Durch die Gemeinde führt die Autoroute A10.

## Bevölkerungsentwicklung
| Jahr                       | 1962 | 1968 | 1975 | 1982 | 1990 | 1999 | 2006 | 2018 |
| Einwohner                  | 521  | 521  | 496  | 599  | 925  | 944  | 909  | 963  |
| Quellen: Cassini und INSEE |      |      |      |      |      |      |      |      |

## Sehenswürdigkeiten

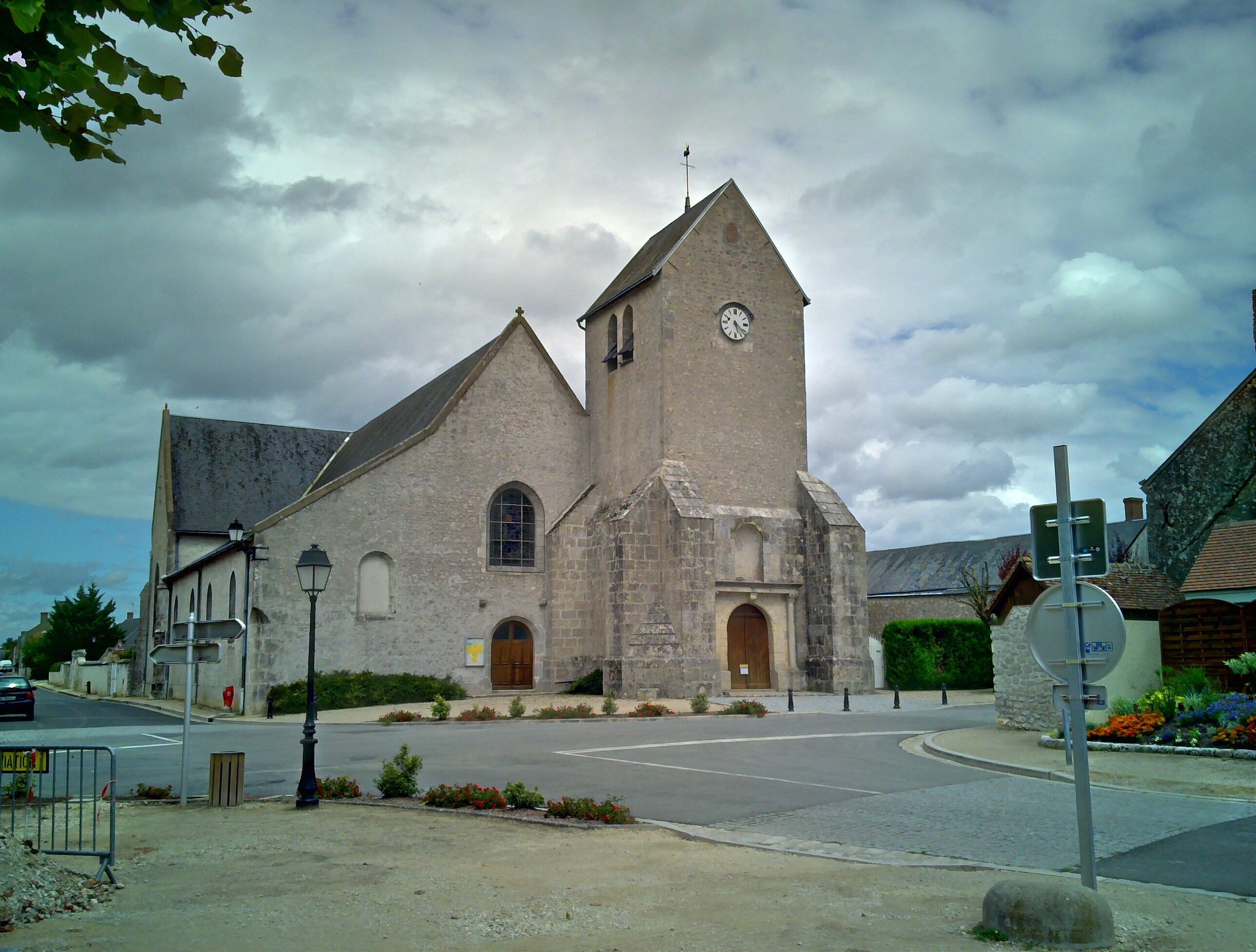
Kirche Saint-Sébastien

- Kirche Saint-Sébastien